# Socha svatého Jana Nepomuckého (Nový Hradec Králové)
Socha svatého Jana Nepomuckého je barokní pískovcová socha sv. Jana Nepomuckého, stojící v Hradci Králové v katastrálním území Nový Hradec Králové. Socha dosud nebyla zařazena mezi kulturní památky.

## Popis
Pískovcová socha sv. Jana Nepomuckého na podstavě. Původně byla umístěna na Mýtském předměstí, které muselo ustoupit stavbě královéhradecké pevnosti. Z toho důvodu byla socha v roce 1766 přemístěna na současné místo před domem čp. 29/62 podél cesty na Nový Hradec Králové, jak uvádí dochovaný nápis na podstavci. Ve stejném roce byl zbořen také kostel sv. Antonína Poustevníka na Mýtském předměstí a místo něho byl vystavěn nový kostel stejného zasvěcení na Novém Hradci Králové, v jehož blízkosti socha sv. Jana Nepomuckého dnes stojí. V roce 1842 byla dle nápisu na podstavci socha nově ozdobena.
Nápis na podstavci hlásí:
Tato socha Sw. Jana Nepomuckého stála před časy na předměstí Mejtském wěnného Města Král. Hradce, která w r. Páně 1766 do zdejší osady přenesena a po wšecky časy nákladem mnohých zdejších dobročinných sousedů ozdobena býwá. Tak stala se i ozdoba tato w r. Páně 1842.